# Доэрти, Пит
Пит Доэрти (англ. Pete Doherty; род. 12 марта 1979 года) — британский музыкант, поэт, актер, участник различных инди и панк-коллективов. Известен многочисленными нарушениями закона, вызванными наркотической и алкогольной зависимостью.

## Юность
Питер Доэрти родился в городе Хексем, Великобритания. Его отец — Питер Джон Доэрти имел ирландские корни. Мать — Жаклин (урожденная Михельс) работала медсестрой и была потомком евреев-иммигрантов из России. Кроме него родители воспитывали двух дочерей — Эми Джо и Эмили. Католик. Пит успешно учился в школе, в возрасте 16 лет он за победу в поэтическом конкурсе получил в качестве приза путёвку в Россию.
После окончания школы, Пит Доэрти переехал к бабушке в квартиру в Лондоне, где, как он считал, чувствовал себя «предназначенным». В Лондоне Пит получил работу наполнения могил на кладбище Виллестен, хотя большую часть своего времени он тратил не на работу, а на чтения писем, сидя на надгробиях. Позже, восемнадцатилетний Пит Доэрти прославится на телевидении, где у него берёт интервью канал MTV в день выхода альбома группы Oasis «Be Here Now».
Пит Доэрти поступил в университет Королевы Марии, но был отчислен уже после первого курса.
После окончания первого курса Пит переехал в лондонскую квартиру с другом Карлом Баратом, который был однокурсником старшей сестры Пита в Университете Брунеля. Карл Барат и Пит Доэрти основали группу, назвав её The Strand, а затем переименовавшись в The Libertines.

## Проблемы с законом
В феврале 2005 года провёл четыре ночи в лондонской тюрьме Пентонвиль по обвинению в грабеже и вымогательстве, пока звукозаписывающая компания Rough Trade Records не внесла 150 тыс. фунтов залога. Позднее все обвинения в его адрес были сняты Коронной службой обвинения ввиду недостатка доказательств. 18 октября 2010 года был вызван в суд по обвинению в хранении кокаина. В марте 2011 года признан виновным по этому обвинению, внёс недостаточный залог до вынесения приговора 20 мая. 20 мая был приговорён к шести месяцам заключения за хранение кокаина в ходе расследования о смерти Робин Уайтхед.

## Творчество
В составе The Libertines
- 2002 — Up the Bracket
- 2004 — The Libertines
- 2015 — Anthems for Doomed Youth

В составе Babyshambles
- 2005 — Down in Albion
- 2007 — Shotter’s Nation
- 2013 — Sequel to the Prequel

Сольная дискография
- 2009 — Grace/Wastelands
- 2016 — Hamburg Demonstrations

В составе Peter Doherty and the Puta Madres
- 2019 — Peter Doherty and the Puta Madres